# フリス・ストリート

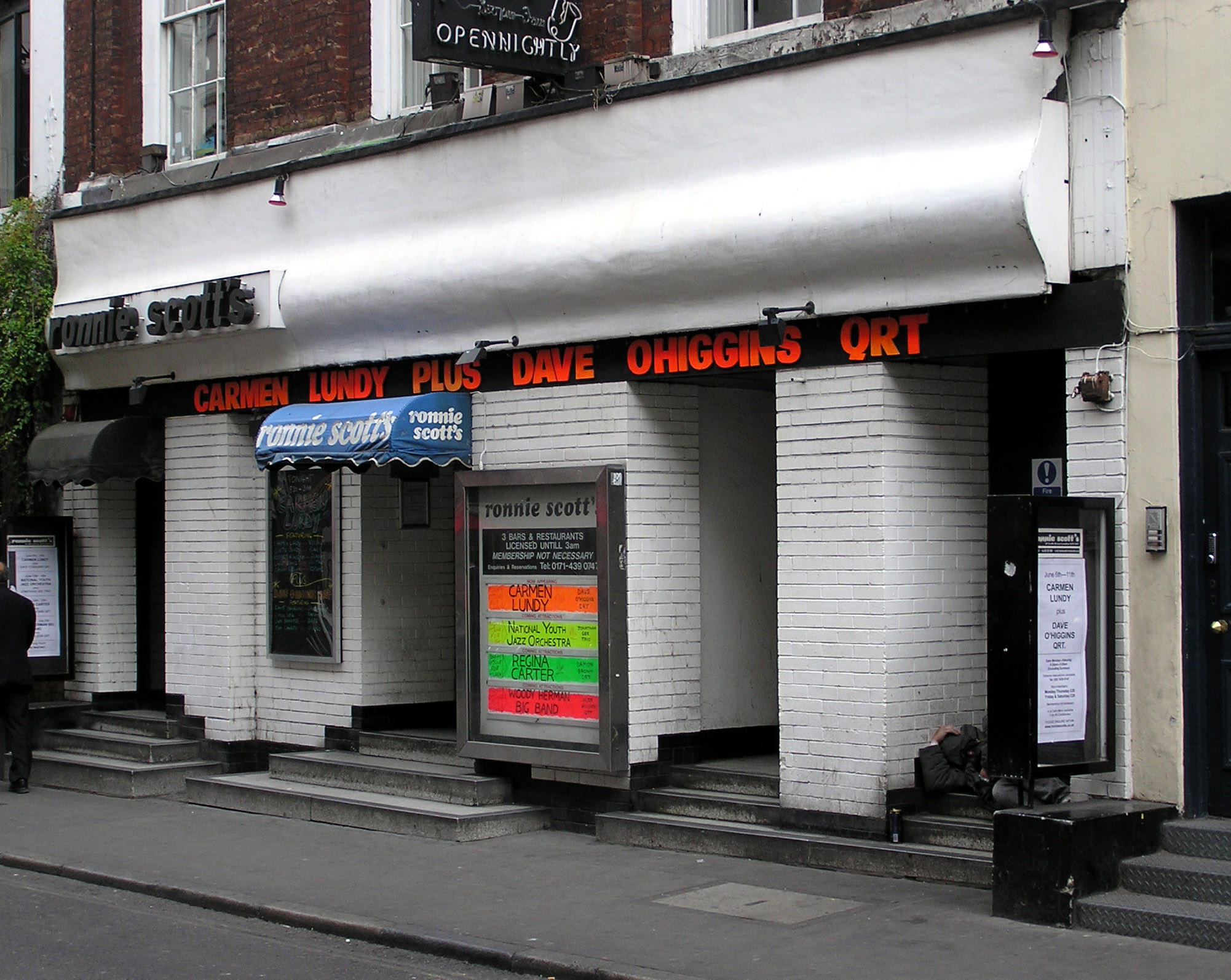
ロニー・スコット・ジャズクラブ

フリス・ストリート（英Frith Street）は、ロンドンのソーホー地区に位置する通りである。北にはソーホー・スクエア、南にはシャフツベリー・アベニューストリートがあり、途中オールド・コンプトンストリートと交差している。
ロニー・スコット・ジャズクラブはストリートの47番地にある。

## 歴史
ジョン・コンスタブル、ヴォルフガング・アマデウス・モーツァルト、ウィリアム・ハズリットなども一時期この通りに住んでいた。1926年1月27日には、ジョン・ロジー・ベアードがフリス通り22番地でテレビのデモンストレーションを行った。現在、22番地にはバー・イタリアが建っている。